# Labena malecasta
Labena malecasta är en stekelart som beskrevs av Ian D. Gauld och Holloway 1986. Labena malecasta ingår i släktet Labena och familjen brokparasitsteklar. Inga underarter finns listade i Catalogue of Life.